# Karel Nejdl

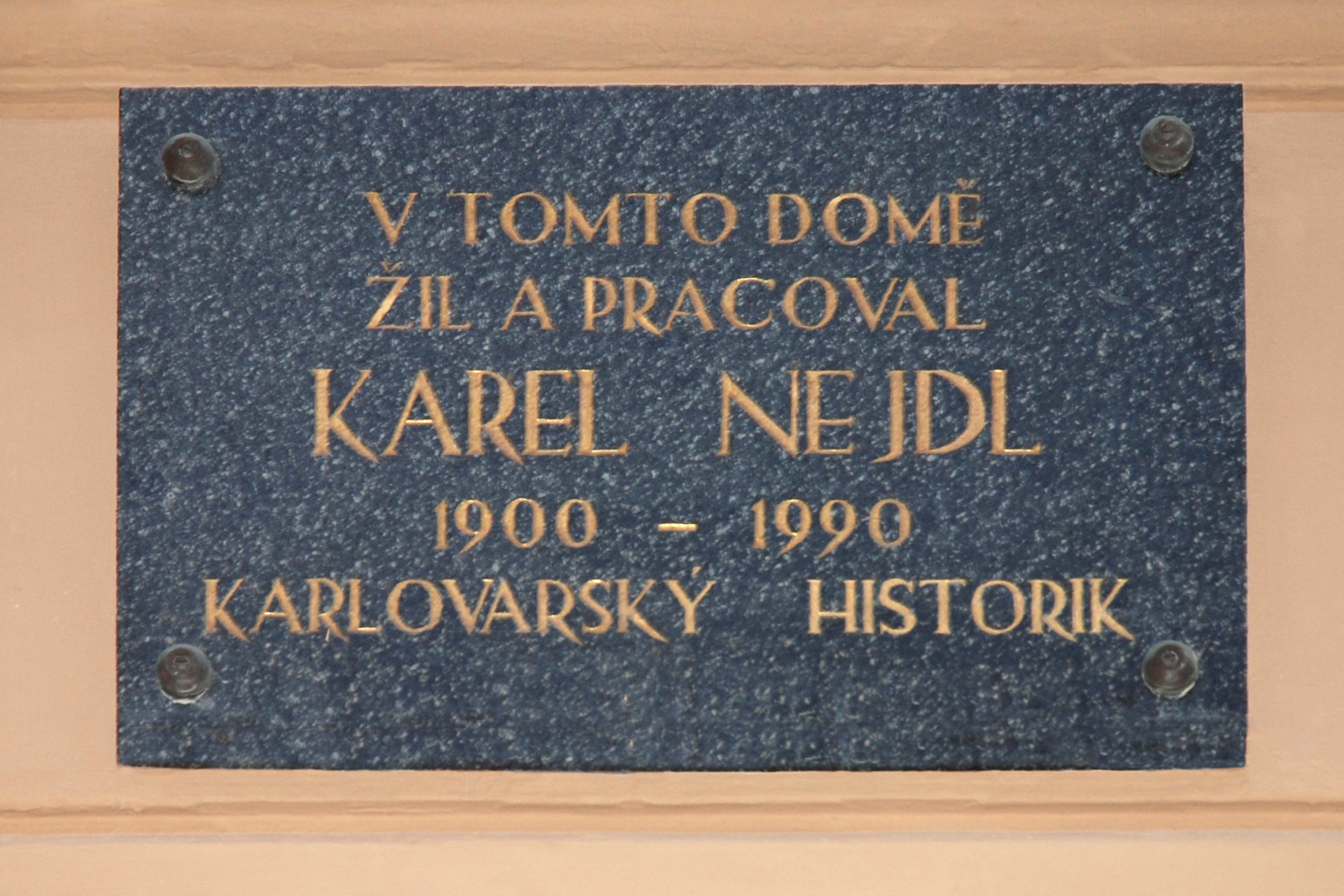
Pamětní deska na domě v Sadové 34

Karel Nejdl (30. listopadu 1900, Beňovy – 17. dubna 1990, Karlovy Vary) se vedle povolání bankovního úředníka věnoval vlastivědné práci, historii a publicistice Karlovarska. Byl skutečným karlovarským patriotem. Zemřel tragicky při autonehodě v dubnu roku 1990.

## Život
Narodil se 30. listopadu 1900 v Beňovech č. p. 1, dnes části okresního města Klatovy. Zprvu vyrůstal v hostinci na okraji vesnice u silnice Klatovy – Domažlice. S rodiči, matkou Marií Nejdlovou, rozenou Pitlovou (1875–1953) a otcem Karel Nejdlem (1873–1951) se brzy přestěhoval do Klatov.

## Studium
Základní školu (tehdy obecnou), stejně jako měšťanskou školu navštěvoval v Klatovech. Poté studoval rovněž v Klatovech Střední ekonomickou školu. Studium přerušil v roce 1919 a jako dobrovolník sokolského pluku odjel na Slovensko bojovat proti Slovenské republice rad. Po návratu dokončil ekonomickou školu a odešel do Prahy, kde se v Ječné ulici vyučil zlatníkem. Později, v letech 1933–1935 vystudoval Střední ekonomickou školu v Plzni.

### V Paříži
Rozhodujícím mezníkem ve vývoji Karla Nejdla se stal rok 1923, kdy mu při tříměsíčním putování s přáteli (muzikanty, on sám hrál na cello) po Itálii a Francii učarovala Paříž natolik, že zde již další rok začal studovat na École des hautes études commerciales. Po úspěšných závěrečných zkouškách zde získal diplom Certificat d´études commerciales supérieures. Vysokoškolské studium ekonomického směru však neoslabilo jeho lásku k historii. Právě naopak, tříletý pobyt v Paříži, městě s bohatými dějinami a bezpočtem kulturně-historických a uměleckých památek, tuto lásku ještě utvrdil. Též byl pozitivně ovlivněn intelektuální společností, se kterou se zde setkával. Pařížský pobyt tak nasměroval jeho další život, poskytl mu evropský i světový nadhled a pomohl k pochopení souvislostí. Znalosti umění, literatury a historie i vysokoškolské poznatky v oblasti ekonomie vytvořily základ pro jeho další působení po návratu do vlasti.

## Zaměstnání
V roce 1927 Karel Nejdl nastoupil do pobočky pražské Legiobanky v Plzni, kde pracoval až do roku 1945.

### V Karlových Varech

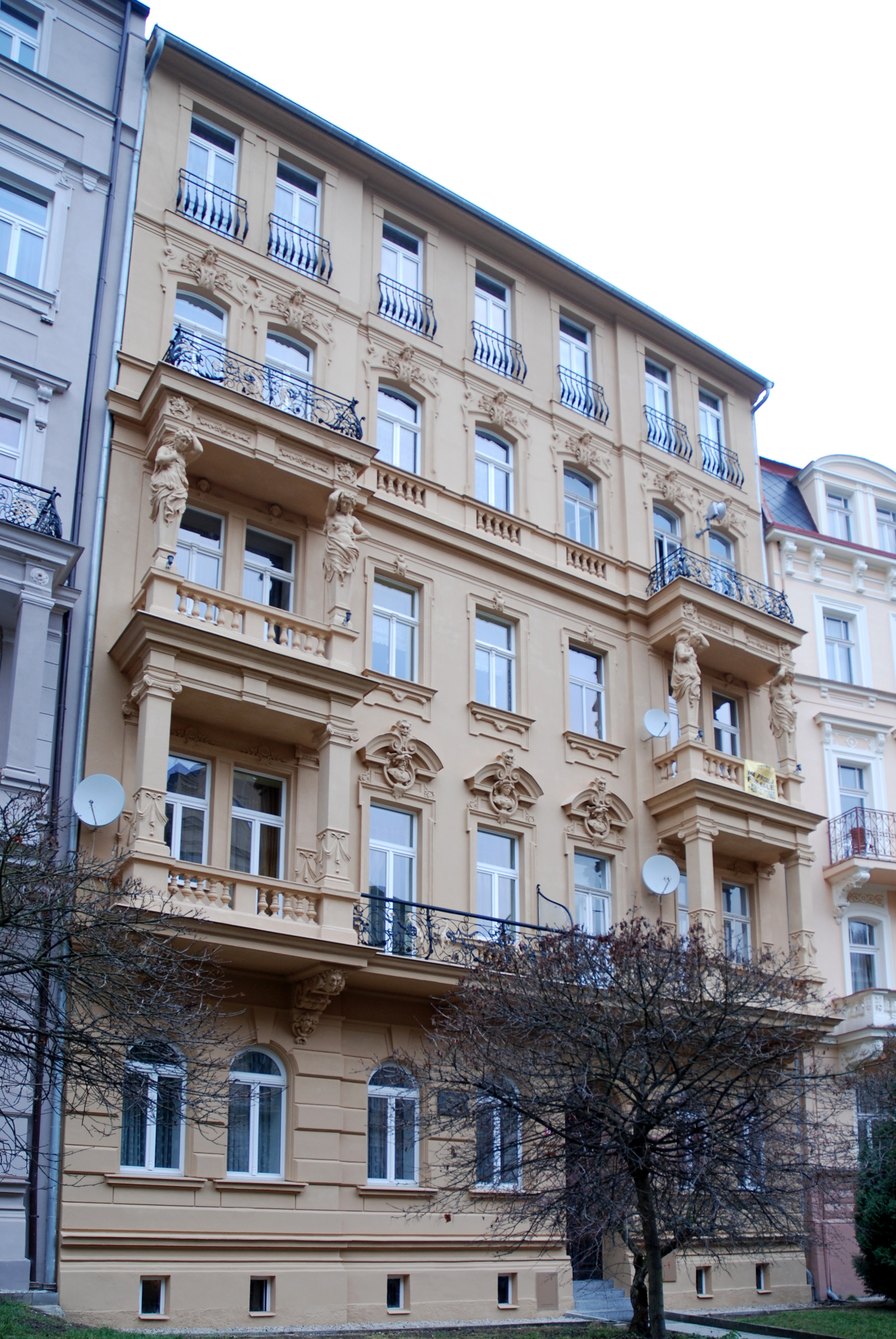
Dům v Sadové 34,
kde Karel Nejdl žil a pracoval

Karlovy Vary navštívil poprvé v roce 1928 a od té doby se každoročně vracel. Přijížděl sem se svým otcem na kontroly staveb domů v Sadové a Zahradní ulici. V roce 1945 po ukončení druhé světové války přijel do lázeňského města natrvalo. Tato cesta nebyla náhodnou volbou, ale uvědomělým nástupem k poválečnému budování. Zde převzal zahraniční oddělení nově založené pobočky Legiobanky a postupně se zapojoval do dalších činností. Podílel se na práci ve Vlastivědném kroužku a též v Kroužku přátel Vlastivědného muzea. Byl jednatelem ve skupině pracovníků Společnosti pro podporu cestovního ruchu a stál u zrodu Cestovní informační služby (CIS).
Byl též aktivní sportovec. Hned po příjezdu do Karlových Varů organizoval obnovu sportovní činnosti ve městě, hlavně tenisu a golfu. Zorganizoval karlovarský tenisový oddíl a stal se jeho předsedou. Se sportovními nadšenci Antonínem Koželuhem obnovili tenisové kurty a s Otakarem Řezáčem otevřeli staré golfové hřiště v Gejzírparku, kde se po válce opět začal hrát golf. Napsal četné fundované články o těchto sportech.
Mezi karlovarskými lékaři z předválečné doby našel své dobré přátele – Dr. Andrej Fried, Dr. Milan Mixa, Doc. Jiří Joachim a další. Postupný bližší kontakt s městem i okolím a hlavně s karlovarskými lékaři nasměrovaly cestu Karla Nejdla k hlavnímu zaměření jeho práce – k pokusu o navrácení věhlasu světových lázní, kdy byly Karlovy Vary vyhledávány nejen pro léčivé účinky minerálních pramenů a atraktivitu přírodního okolí, ale i pro vynikající úroveň lékařských týmů, úroveň léčebných procedur a bohatost kulturního života.
Karel Nejdl se ponořil do důkladného studia historie Karlovarska. Při pátrání zachránil před zničením mnoho historických dokumentů. Sám vlastnil bohatou knihovnu, kterou neustále obohacoval o další dokumenty. Měl velkou sbírku pohlednic a fotografií o Karlových Varech, lázeňského propagačního materiálu, koncertních a kulturních programů aj. Dalším zdrojem jeho poznání byly vlastivědné vycházky na historická místa.
Studium mu usnadňovala znalost cizích jazyků. Kromě rodné češtiny ovládal francouzštinu, angličtinu, němčinu, ruštinu a polštinu.
S velkým zaujetím hledal informace o pracích karlovarského lékaře francouzského původu Jeana de Carro (1770–1857). V jeho ročenkách našel mnoho kontaktů s českou inteligencí období národního obrození. Zjistil, že Jean de Carro se přátelil s historikem a spisovatelem Františkem Palackým a že si dopisoval se spisovateli a jazykovědci Josefem Jungmannem nebo Václavem Hankou. Během sedmnácti zimních pobytů v Praze se Jean de Carro seznámil s českými národními tužbami té doby a velmi je podporoval. Tento věhlasný lékař se, především pro svoji houževnatost, stal pro Karla Nejdla vzorem. Podrobněji se o něm lze dočíst v knize Jean de Carro a jeho Karlovy Vary, kterou Karel Nejdl napsal společně s karlovarským lékařem Janem Miesslerem (vydalo Krajské nakladatelství v Karlových Varech 1958).

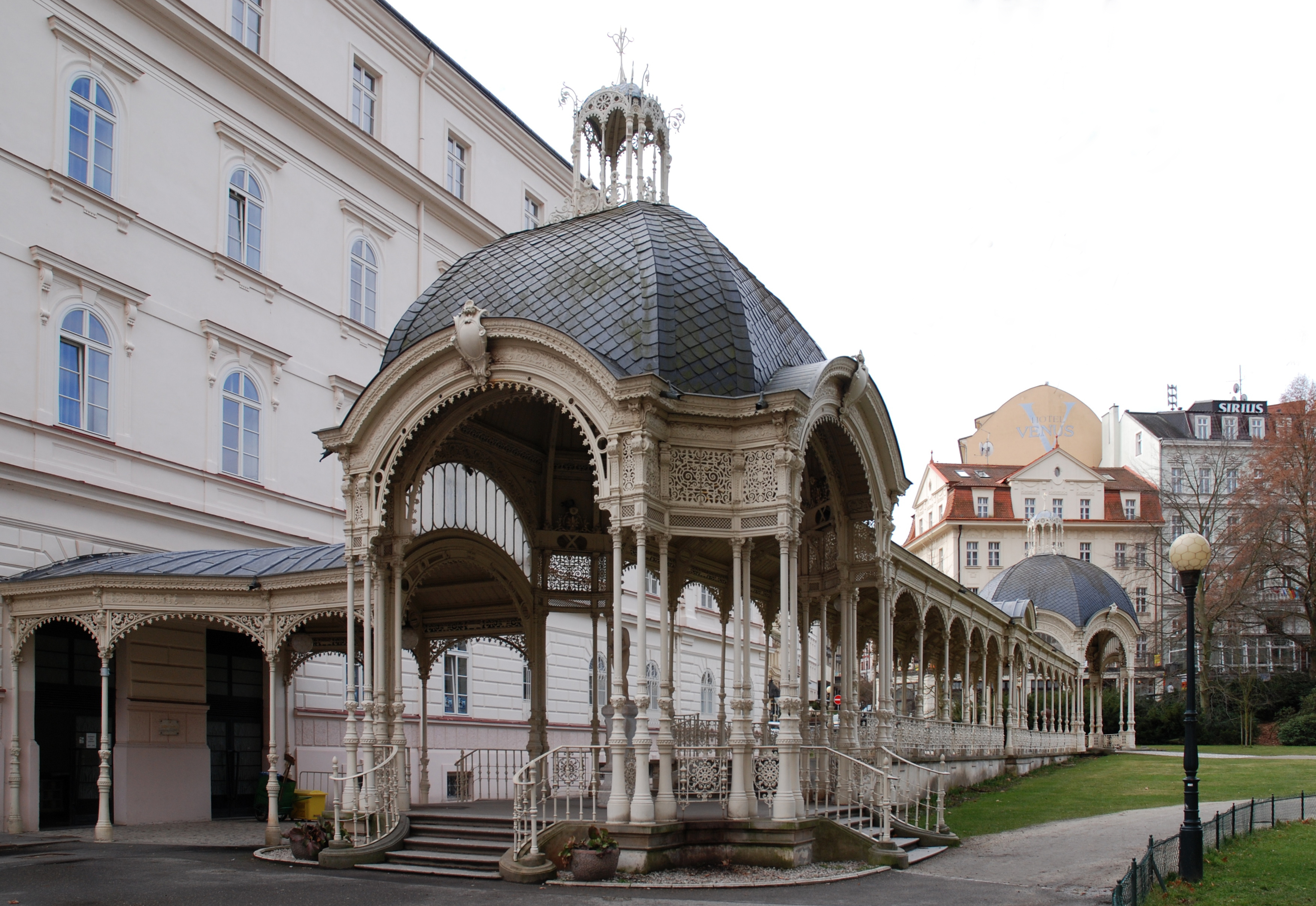
Sadová kolonáda stále stojí na svém místě díky iniciativě Karla Nejdla

Okruh zájmu Karla Nejdla byl velmi rozsáhlý. Především jeho úsilí o to, aby znalosti o Karlovarsku vzbudily zájem veřejnosti, iniciovalo uspořádání čtyř výstav starých rytin Karlových Var (1971) a Mariánských Lázní (1972). Pro Státní banku Československou v souvislosti s mezinárodním turistickým ruchem zpracoval několik ekonomických studií. Velmi účinně se podílel na mezinárodních setkáních lékařů. Pravidelně přispíval svými články o životě města nebo o historických památkách do časopisu KAM (kulturní měsíčník Karlovarska) a Karlovarského lázeňského časopisu. Nadále organizoval výstavy (hudba, malířství, dějiny aj.), vlastivědné přednášky, besedy či vycházky městem i okolím.
Kontakt s karlovarskými lékaři a dobrá znalost lékařské problematiky mu umožnila podílet se na přednáškových večerech pořádaných Českou lékařskou společností J. E. Purkyně v Karlovy Varech, tématy např. historický vývoj karlovarských špitálů, historie léčení cukrovky v Karlových Varech, lékaři kolem Karla Marxe aj.
Psal také zasvěcené stati o uměleckých památkách. Významná byla jeho činnost v úseku ochrany karlovarských památek. Sadová kolonáda v centru Karlových Varů byla zachráněna před demolicí právě jeho přičiněním. I přes velké a mnohaleté úsilí se mu ne vždy záchrana podařila; např. v roce 1988 uskutečněná demolice památného domu Bílý lev na Tržišti, jedinečné barokní památky z roku 1675.
Mezi jeho poslední publikace patří studie o karlovarském lékaři Milanu Mixovi.

## Vydané publikace (výběr)
Krátký výběr vydaných publikací:
- Karlovy Vary očima pražských umělců – Krajské vlastivědné muzeum Karlovy Vary 1953 – veduty Karlových Var v první polovině 19. století, 32 celostránkových obrazů
- Historický sborník Karlovarska – Odbor kultury Krajského národního výboru Karlovy Vary 1955 – turistický průvodce, redakce Karel Nejdl
- Lázeňské město Karlovy Vary – spoluautoři Alexandr Gros, Karel Bureš, Josef Nosek – STN Praha 1955 – turistický průvodce
- Les anciens medecins de Karlovy Vary – Carlsbad: Opus seorsim expressum e publicatione "Balneologia et balneotherapia" Karlovy Vary – Carlsbad 1957 – Státní zdravotnické nakladatelství Praha 1957 – studie
- Jean de Carro a jeho Karlovy Vary – spoluautor Jan Miessler – Krajské nakladatelství Karlovy Vary 1958 – příspěvek k dějinám českého národního obrození, 65 ilustrací
- Karlovy Vary (grafika) – úvod Milada Nováková – Orbis Praha 1958 – soubor 12 fotopohlednic
- Mariánské Lázně (grafika) 150 let – předmluva Karel Weiner – Orbis Praha 1958 – soubor 12 fotopohlednic
- Kurort Karlovy Vary – 1960 – ruská informační brožura
- Nejstarší pohledy na Karlovy Vary – 1968
- Karlovarské pohostinství – spoluautoři Eva Hanyková, Václav Anderle, snímky Miloš Heller – Hotely a restaurace Karlovy Vary 1972
- Golf v Karlových Varech – Karlovy Vary s. n. 1974 – brožura
- Tenis v Karlových Varech – Karlovy Vary s. n. 1975 – brožura
- Karlovy Vary – spoluautor Jiří Šlapák, autor fotografií Ladislav Sitenský – Orbis Praha 1975
- Ein kleiner Spaziergang durch Karlovy Vary – Škoda Camping v Karlových Varech 1970

## Vyznamenání
Ve svém životě obdržel Karel Nejdl ocenění, uznání či vyznamenáni:
- 1955 – Čestné uznání za iniciativní práci – Krajský výbor Československé společnosti pro šíření politických a vědeckých znalostí v Karlových Varech
- 1959 – Čestné uznání za práci při plnění budovatelských úkolu národního výboru – Městský národní výbor v Karlových Varech
- 1961 – Čestné uznání za iniciativní práci – Kulturní a společenské středisko v Mariánských Lázních
- 1965 – Čestné uznání za zásluhy o výstavbu města na úseku historie – Rada Městského národního výboru v Karlových Varech
- 1965 – Veřejné uznání III. stupně – Československý svaz tělesné výchovy
- 1967 – Čestné uznání za významný podíl na rozvoji politické a vzdělávací činnosti – Okresní výbor socialistické akademie
- 1968 – Pamětní plaketa za záslužnou činnost – Ústřední výbor národní fronty
- 1968 – Čestné uznání za obětavou práci pro rozvoj turistiky – Český svaz tělesné výchovy, Ústřední odbor turistiky
- 1968 – Medaile za budování sjednocené tělovýchovy – Československý svaz tělesné výchovy
- 1969 – Čestné uznání za obětavou práci ve výboru TJ SLOVAN – TJ SLOVAN Karlovy Vary
- 1970 – Veřejné uznání II. stupně – Československý svaz tělesné výchovy
- 1970 – Vyznamenání za vynikající práci v oboru vědy, regionální práce a rozvoje lázeňství – President Československé socialistické republiky
- 1970 – Cena lázeňského města Karlových Varů I. stupně – Městský národní výbor v Karlových Varech
- 1973 – Diplom za dlouholetou a obětavou práci pro rozvoj československého tenisu – Československý tenisový svaz v ČSSR
- 1975 – Medaile J. E. Purkyně za zásluhy o rozvoj České lékařské společnosti – Česká lékařská společnost v Praze
- 1976 – Veřejné uznání I. stupně – Svaz tělesné výchovy
- 1976 – Děkovné uznání za angažovanou činnost pro město – Rada Městského národního výboru v Karlových Varech
- 1977 – Čestné uznání za dlouholetou a obětavou práci – Okresní výbor Socialistické akademie v Karlových Varech
- 1978 – Medaile za 30 let práce Sjednocené tělesné výchově – Československý svaz tělesné výchovy
- 1979 – Diplom za obětavou práci ve prospěch Mariánských Lázní – Rada Městského národního výboru v Mariánských Lázních
- 1979 – W uznaniu zaslug položonych w propagowaniu sztuki i kultury polskiej (s vyznamenáním) – Ministerstvo kultury a umění Polské lidové republiky
- 1980 – Čestné uznání za dlouholetou a obětavou práci v tenise – Výbor tenisového svazu ZPč.KV v Plzni

V soutěži o Cenu lázeňského města Karlových Var (konané nepravidelně v letech 1959–1970)
- 1959 – I. cenu za ekonomickou studii z oboru cestovního ruchu a lázeňství
- 1968 – Čestné uznání za knihu Jean de Carro
- 1970 – I. cenu za významnou činnost regionální a publicistickou
- 1970 – II. cenu za historicko-balneologickou studii Diabetes mellitus a Karlovy Vary (společně s MUDr. Horním)

Poslední ocenění
- V roce 1990 se Karel Nejdl stal čestným členem Klubu přátel Karlových Varů
- V listopadu 1997 udělilo zastupitelstvo města Karlovy Vary Karlu Nejdlovi čestné občanství „in memoriam"

## Autonehoda

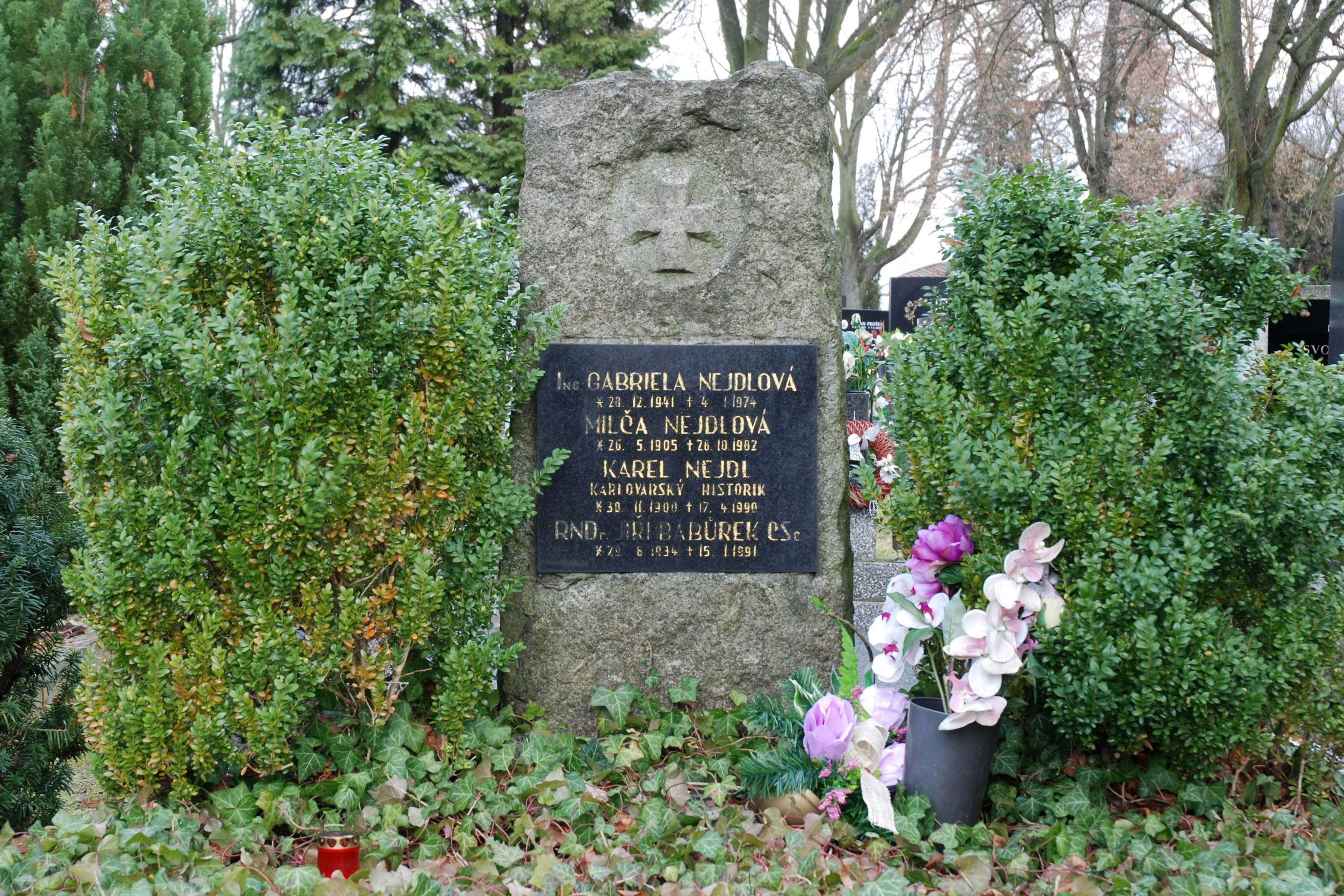
Hrob Karla Nejdla na Ústředním hřbitově v Karlových Varech – Drahovicích

Nestor karlovarské poválečné vlastivědy Karel Nejdl zemřel 17. dubna 1990. Osudnou mu byla cesta automobilem z Plzně, kam dojížděl na Univerzitu 3. věku. Stalo se tak právě v roce, kdy by se byl dožil devadesátých narozenin.
Pohřben je na Ústředním hřbitově v Karlových Varech – Drahovicích.
30. listopadu 1990, tedy v den jeho nedožitých narozenin, se v 17 hodin v kinosále domu Paderewski sešli příznivci Karla Nejdla na vzpomínkovém večeru. Tehdy se také zrodil nápad historika a publicisty Stanislava Burachoviče a kronikáře a vlastivědného badatele Vladislava Jáchymovského pořádat každoročně v období narozenin Karla Nejdla na jeho počest historický seminář.
V tentýž den v 19 hodin byla pak odhalena pamětní deska na domě v Sadové ulici 34, kde Karel Nejdl (v pátém patře) žil a pracoval po několik desetiletí.

## Pozůstalost
V dubnu 1992 převzalo pozůstalost Karla Nejdla karlovarské muzeum. Pozůstalost dokazuje, že spektrum jeho badatelských zájmů bylo velmi široké. Převzaté materiály (rukopisy, texty článků, přednášek a knih, fotografie a diapozitivy, různorodé tiskoviny) byly roztříděny dle tematických okruhů:
- Pozůstalost MUDr. Milana Mixy
- Pozůstalost Ing. arch. Ladislava Kozáka
- Pozůstalost barona Schönecka
- Rusové v Karlových Varech
- Sklo a sklárna MOSER
- Porcelán a porcelánky
- Becherovka
- Lékaři, balneologie
- Hudebníci v Karlových Varech
- Spisovatelé a básníci v Karlových Varech
- Stavební a umělecké památky
- Karlovarské vycházky
- Výtvarní umělci v Karlových Varech
- Ekonomika a plánování lázeňství
- Řeka Teplá a přehrada v Březové
- Komplexní studie k dějinám regionu
- Okolí Karlových Varů: Valeč, Hroznětín, Andělská Hora, Divoký kámen aj.
- MUDR. Jean de Carro
- Příroda Karlovarska
- Zřídelnictví a vývoz vody
- Sport v Karlových Varech

Nejcennějšími složkami jsou pozůstalosti lékaře Mixy a hudebníka Schönecka:
- Lázeňství a lékaři v Karlových Varech
- Hudebníci v Karlových Varech, zejména Beethoven a Mozart syn
- Význační návštěvníci Karlových Varů, hlavně Rusové, Poláci a Maďaři
- Osobnost a dílo Jeana de Carro coby příklad nadregionálního osvícence a současně nadšeného vyznavače Karlových Varů
- Osobnost MUDr. Milana Mixy
- Stavební a umělecké památky Karlových Varů

## Historický seminář Karla Nejdla
Tvůrčí odkaz tohoto historika inspiroval jeho přátele a žáky k založení tradice každoročního konání historického semináře. U zrodu stáli, jak je již shora uvedeno, historik Stanislav Burachovič a někdejší karlovarský kronikář Vladislav Jáchymovský. Toto setkání amatérských i profesionálních badatelů se koná každoročně od doby úmrtí Karla Nejdla, vždy poslední neděli v listopadu. Semináře pořádá Klub přátel Karlových Varů ve spolupráci s Muzeem Karlovy Vary a Alžbětinými lázněmi. První seminář se uskutečnil v roce 1991. Editorem sborníků se stal Stanislav Burachovič. Když v roce 2019 onemocněl, převzal tuto činnost karlovarský archeolog a historik Jiří Klsák.